# Lekkoatletyka na Letnich Igrzyskach Olimpijskich 1920 – chód na 3000 m mężczyzn
Chód na 3000 metrów mężczyzn był jedną z konkurencji lekkoatletycznych na Letnich Igrzyskach Olimpijskich 1920. Zawody odbyły się w dniach 20-21 sierpnia. W zawodach uczestniczyło 22 zawodników z 12 państw.

## Rekordy
| Rekord świata     | 12:53,8 | Aage Rasmussen   | ?           | 1918        |
| Rekord olimpijski | 15:13,2 | György Sztantics | Ateny (GRE) | 1 maja 1906 |

## Wyniki

### Półfinały
Półfinał 1
| Miejsce | Zawodnik       | Czas       | Kwal. |
| ------- | -------------- | ---------- | ----- |
| 1       | Donato Pavesi  | 13:46,8 OR | Q     |
| 2       | George Parker  | 13:47,9    | Q     |
| 3       | Thomas Maroney | 13:52,1    | Q     |
| 4       | Charles Dowson | 13:54,9    | Q     |
| 5       | Niels Pedersen | 14:06,3    | Q     |
| 6       | Jean Segers    | 14:09,2    | Q     |
| 7       | Paul Verlaeckt |            |       |
| –       | Josef Šlehofer | DQ         |       |
| –       | Cor Gubbels    | DQ         |       |
| –       | Eduard Hermann | DQ         |       |
| –       | Joseph Pearman | DQ         |       |

Półfinał 2
| Miejsce | Zawodnik             | Czas       | Kwal. |
| ------- | -------------------- | ---------- | ----- |
| 1       | Ugo Frigerio         | 13:40,2 OR | Q     |
| 2       | Cecil McMaster       | 13:48,5    | Q     |
| 3       | Richard Remer        | 13:54,1    | Q     |
| 4       | William Roelker      | 13:59,8    | Q     |
| 5       | William Hehir        |            | Q     |
| 5       | Charles Gunn         |            | Q     |
| 7       | August Schotte       |            |       |
| 8       | Edward Freeman       |            |       |
| 9       | Charles Wiggers      |            |       |
| –       | Stanislas Anselmetti | DQ         |       |
| –       | Gunnar Rasmussen     | DQ         |       |

### Finał
| Miejsce | Zawodnik        | Czas       |
| ------- | --------------- | ---------- |
| 1       | Ugo Frigerio    | 13:14,2 OR |
| 2       | George Parker   | 13:19,6    |
| 3       | Richard Remer   | 13:22,2    |
| 4       | Cecil McMaster  | 13:23,6    |
| 5       | Thomas Maroney  | 13:25,0    |
| 6       | Charles Dowson  | 13:28,0    |
| 7       | William Hehir   | 13:29,8    |
| 8       | William Roelker | 13:30,4    |
| 9       | Jean Segers     | 13:31,3    |
| 10      | Charles Gunn    | 13:34,0    |
| 11      | Niels Pedersen  | 13:36,8    |
| –       | Donato Pavesi   | DQ         |